# برونو غارزينا
برونو غارزينا (بالإيطالية: Bruno Garzena)‏ هو لاعب كرة قدم إيطالي في مركز الدفاع، ولد في 2 فبراير 1933 في فيناريا ريالي في إيطاليا. شارك مع منتخب إيطاليا لكرة القدم. أما مع النوادي، فقد لعب مع نادي ألساندريا ونادي مودينا ونادي نابولي ويوفنتوس.

## وصلات خارجية
- برونو غارزينا على موقع قاعدة بيانات كرة القدم.إي يو (الإنجليزية)
- برونو غارزينا على موقع ناشيونال فوتبول تيمز (الإنجليزية)
- برونو غارزينا على موقع عالم كرة القدم.نت (الإنجليزية)